# Кристмас, Дионте
Дионте Ламонт Кристмас (англ. Dionte Lamont Christmas; родился 15 сентября 1986 года в городе Филадельфия, Пенсильвания, США) — американский баскетболист, игравший на позиции атакующего защитника.

## Карьера

### Любительская
Заниматься баскетболом Кристмас начал в родной Филадельфии, в школе имени Сэмюэля Фелса. В выпускной год он стал лучшим снайпером чемпионата города, набирая 26,5 очка за матч. Перед поступлением в университет Дионте провел год в команде филадельфийской Лютеранской христианской академии. Девять игроков из этого состава стали выступать в колледжах первого дивизиона NCAA, включая Кристмаса, который поступил в «Темпл».
Уже на втором курсе университета с 20 очками в среднем за матч Кристмас стал лучшим снайпером конференции Atlantic 10 и был избран самым прогрессирующим её игроком. После окончания вуза Дионте стал первым в истории баскетболистом, занимавшим первую строку списка бомбардиров Atlantic 10 три года подряд, а также установил рекорды «Темпла» по количеству трёхочковых попаданий за сезон (107) и карьеру (317).

### Клубная
Кристмас оказался обойден вниманием клубов на драфте НБА 2009 года, но 28 июня был приглашен «Филадельфией» в Летнюю лигу в Орландо, а затем «Клипперс» — в Летнюю лигу в Лас-Вегасе. По итогам 29 сентября 2009 года «76-е» подписали с ним контракт, но 21 октября 2009 года разорвали соглашение.
После этого Кристмас решился переехать в Европу, где играл в израильском «Хапоэль Афула», турецком «Мерсине», чешском «Нимбурке», греческих ПАОКе и «Ретимно». В сезоне 2011/12 стал лучшим снайпером чемпионата Греции (18,6 очка), причем набрал 35 очков во встрече с чемпионом страны и Евролиги «Олимпиакосом».
Кристмас предпринимал попытки все же оказаться в НБА. В 2010-м он попробовал свои силы в Летней лиге в составе «Сакраменто Кингз». В апреле 2012-го по окончании чемпионата Греции подписал контракт с «Хьюстон Рокетс», но ни одной игры за него не сыграл. Наконец, летом 2012-го здорово проявил себя в летних лигах в составе «Бостон Селтикс», подписал с клубом двухлетний полугарантированный контракт, но в итоге 16 октября, за две недели до начала регулярного чемпионата, был отчислен.
3 ноября Кристмас подписал контракт с ЦСКА до лета 2014 года по схеме 1+1.

## Статистика

### Статистика в НБА
| Сезон                                                                                    | Команда | Регулярный сезон | Регулярный сезон | Регулярный сезон | Регулярный сезон | Регулярный сезон | Регулярный сезон | Регулярный сезон | Регулярный сезон | Регулярный сезон | Регулярный сезон | Регулярный сезон | Серия плей-офф | Серия плей-офф | Серия плей-офф | Серия плей-офф | Серия плей-офф | Серия плей-офф | Серия плей-офф | Серия плей-офф | Серия плей-офф | Серия плей-офф | Серия плей-офф |
| Сезон                                                                                    | Команда | GP               | GS               | MPG              | FG%              | 3P%              | FT%              | RPG              | APG              | SPG              | BPG              | PPG              | GP             | GS             | MPG            | FG%            | 3P%            | FT%            | RPG            | APG            | SPG            | BPG            | PPG            |
| ---------------------------------------------------------------------------------------- | ------- | ---------------- | ---------------- | ---------------- | ---------------- | ---------------- | ---------------- | ---------------- | ---------------- | ---------------- | ---------------- | ---------------- | -------------- | -------------- | -------------- | -------------- | -------------- | -------------- | -------------- | -------------- | -------------- | -------------- | -------------- |
| 2013/14                                                                                  | Финикс  | 31               | 0                | 6,4              | 35,5             | 29,0             | 75,0             | 1,2              | 0,3              | 0,1              | 0,1              | 2,3              | Не участвовал  | Не участвовал  | Не участвовал  | Не участвовал  | Не участвовал  | Не участвовал  | Не участвовал  | Не участвовал  | Не участвовал  | Не участвовал  | Не участвовал  |
|                                                                                          | Всего   | 31               | 0                | 6,4              | 35,5             | 29,0             | 75,0             | 1,2              | 0,3              | 0,1              | 0,1              | 2,3              | Не участвовал  | Не участвовал  | Не участвовал  | Не участвовал  | Не участвовал  | Не участвовал  | Не участвовал  | Не участвовал  | Не участвовал  | Не участвовал  | Не участвовал  |
| Наведите курсор мыши на аббревиатуры в заголовке таблицы, чтобы прочесть их расшифровку. |         |                  |                  |                  |                  |                  |                  |                  |                  |                  |                  |                  |                |                |                |                |                |                |                |                |                |                |                |

### Статистика в колледже
| Сезон                                                                                   | Команда | GP  | GS | MPG  | FG%  | 3P%  | FT%  | RPG | APG | SPG | BPG | PPG  |  |
| --------------------------------------------------------------------------------------- | ------- | --- | -- | ---- | ---- | ---- | ---- | --- | --- | --- | --- | ---- |  |
| 2005/06                                                                                 | Темпл   | 32  | 2  | 11,3 | 28,1 | 25,0 | 58,7 | 1,6 | 0,5 | 0,5 | 0,2 | 3,5  |  |
| 2006/07                                                                                 | Темпл   | 30  | 29 | 34,3 | 46,6 | 40,0 | 87,1 | 4,2 | 2,1 | 1,4 | 0,4 | 20,0 |  |
| 2007/08                                                                                 | Темпл   | 34  | 34 | 37,2 | 43,9 | 36,9 | 77,2 | 5,9 | 2,5 | 1,4 | 0,2 | 19,7 |  |
| 2008/09                                                                                 | Темпл   | 34  | 34 | 35,0 | 41,4 | 35,2 | 75,3 | 5,8 | 2,9 | 1,5 | 0,2 | 19,5 |  |
|                                                                                         | Всего   | 130 | 99 | 29,6 | 42,6 | 36,0 | 77,8 | 4,4 | 2,0 | 1,2 | 0,2 | 15,7 |  |
| Наведите курсор мыши на аббревиатуры в заголовке таблицы, чтобы прочесть их расшифровку |         |     |    |      |      |      |      |     |     |     |     |      |  |

## Награды и достижения

### Студенческая карьера
- 2007: Вторая символическая пятерка конференции Atlantic 10
- 2007: Самый прогрессирующий игрок конференции Atlantic 10
- 2008: Первая символическая пятерка конференции Atlantic 10
- 2008: Самый ценный игрок плей-офф конференции Atlantic 10
- 2009: Первая символическая пятерка конференции Atlantic 10
- 2009: Самый ценный игрок плей-офф конференции Atlantic 10

### Профессиональная карьера
- 2012: лучший снайпер чемпионата Греции